# Berner Platte

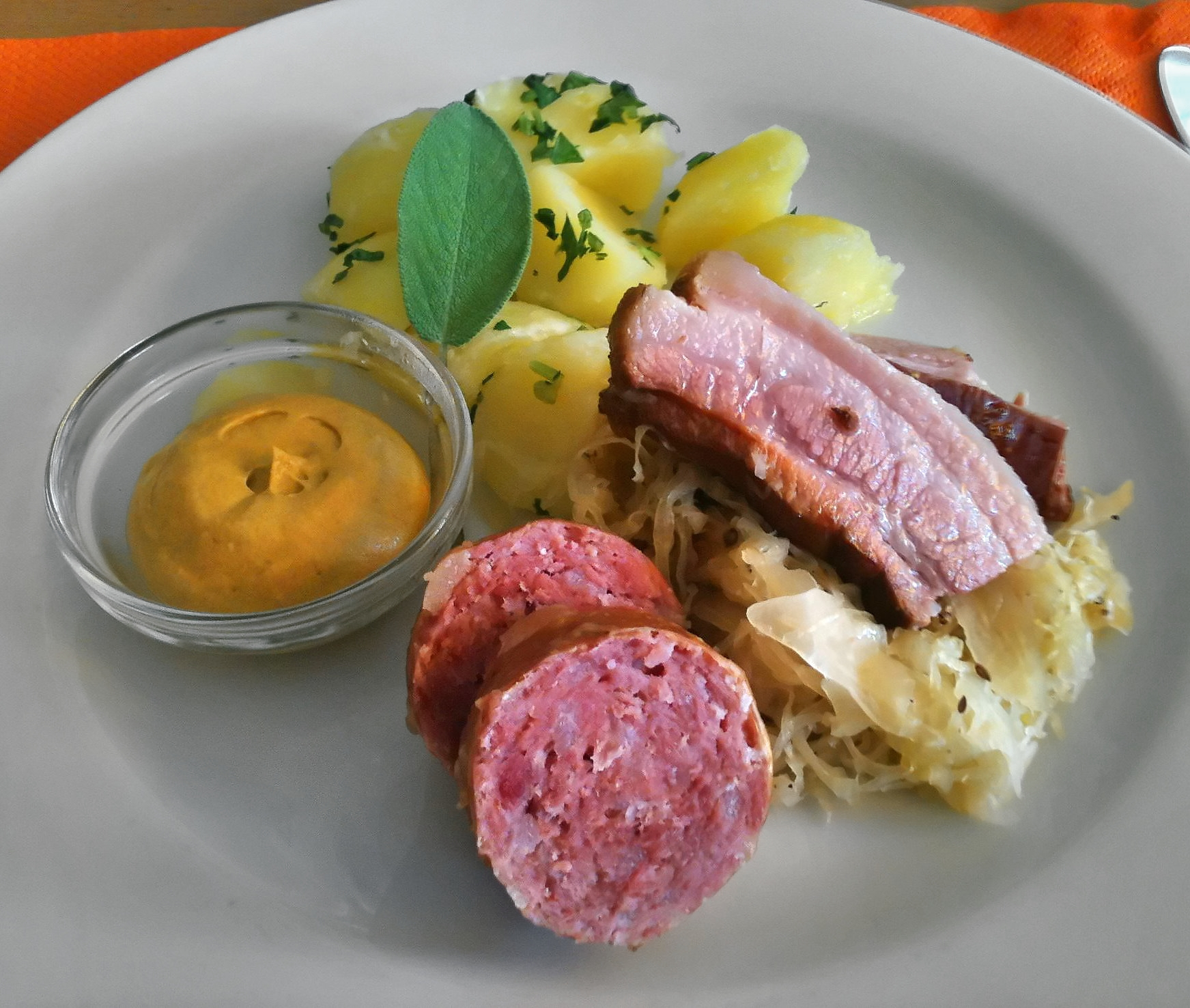
Eine Variante der Berner Platte

Die Berner Platte ist ein traditionelles und üppiges Fleischgericht der Berner Küche.
Sie besteht aus verschiedenen Fleisch- und Wurstsorten wie Rindfleisch, geräucherter Schweine- und Rinderzunge und geräuchertem Bauchspeck, Rippli, Schüfeli, Gnagi, Berner Zungenwurst und Schweineohren oder -schwänzen, die gekocht mit wacholder-gewürztem Sauerkraut, Sauren Rüben, grünen und/oder getrockneten Bohnen (Dörrbohnen) und Salzkartoffeln auf einer grossen Platte angerichtet und serviert werden. Die Berner Platte ist jedoch kein Eintopfgericht, sondern die verschiedenen Fleischzutaten und Beilagen werden jeweils separat zubereitet bzw. gegart.
Die Zutaten der Berner Platte wie auch deren historische Geburtsstunde sind verbürgt. Als am 5. März 1798 die Berner bei der Schlacht von Neuenegg die Franzosen in die Flucht geschlagen hatten und als Sieger zurückkehrten, musste in kürzester Zeit ein Siegesfest organisiert werden. Hierzu steuerte die Gemeinde das Beste bei, was ihre Vorräte hergaben; aufgrund des Spätwinters überwiegend haltbare oder haltbar gemachte Speisen, welche zur bekannten Platte kombiniert wurden.
Ähnliche Gerichte sind Bauernschmaus und Schlachtplatte.